# Liodessus crotchi
Liodessus crotchi är en skalbaggsart som beskrevs av Nilsson 2001. Liodessus crotchi ingår i släktet Liodessus och familjen dykare. Inga underarter finns listade i Catalogue of Life.